# CIR
CIR (Compagnie Industriali Riunite) är ett italienskt holdingbolag med säte i Leini i Torino och som leds av Carlo De Benedetti.